# Pórtico dos Argonautas
Pórtico dos Argonautas (em latim: Porticus Argonautarum), por vezes também referido como Stoa de Posseidon (em grego: τὴν στοὰν τὴν τοῦ Ποσειδῶνος; romaniz.: tèn stoàn tèn toú Poseidó̱nos; lit. "a stoa de Posseidon"), era um grande pórtico que rodeava a Septa Júlia, um edifício que cercava uma grande praça situada no Campo de Marte e que, na Roma Antiga, era utilizada para comícios e assembleias públicas.

## História
A Septa Júlia foi construída por Marco Vipsânio Agripa, um general e almirante amigo do imperador Augusto, em 27 a.C. O Pórtico dos Argonautas foi acrescentado em 25 a.C. para comemorar as vitórias navais de Agripa, em 31 a.C., e seu nome se refere ao tema decorativo - a mítica expedição dos argonautas liderada por Jasão.
Estudos sobre a Forma Urbis (histórico plano detalhado da Roma Antiga) localizaram o pórtico onde está hoje a Via della Minerva, perto da basílica de Santa Maria sopra Minerva. Uma parede de tijolos preservada ao longo da parede leste do Panteão foi atribuída ao Pórtico dos Argonautas.

## Localização
| Planimetria do Campo de Marte central |
| --- |
| Termas de Nero Estádio de Domiciano Panteão Basílica de Netuno Termas de Agripa Estagno ? Odeão de Domiciano Ínsulas da época de Adriano Galpões militares? Galpões militares? Galpões militares? Septa Júlia Diribitório Pórtico dos Deuses Água Virgem Arco de Cláudio Pórtico de Vipsânia Quartel da I coorte dos vigiles Iseu Templo de Minerva Calcídica Altar de Marte Via Flamínia Via Flamínia Templo de Adriano Templo de Matídia Teatro de Pompeu Templos do Largo Argentina Pórtico de Minúcio Coluna de Marco Aurélio T. de M. Aurélio e Faustina (?) Arco de M. Aurélio (?) Coluna de Antonino Pio Ustrino de Faustina Maior Ustrino de Faustina Menor Via Reta Pórtico e Templo de Bom Evento Pórtico de Pompeu Arco Novo Pórtico de Meleagro Pórtico dos Argonautas Piazza della Rotonda Vila Pública |